# Izaak Kramsztyk

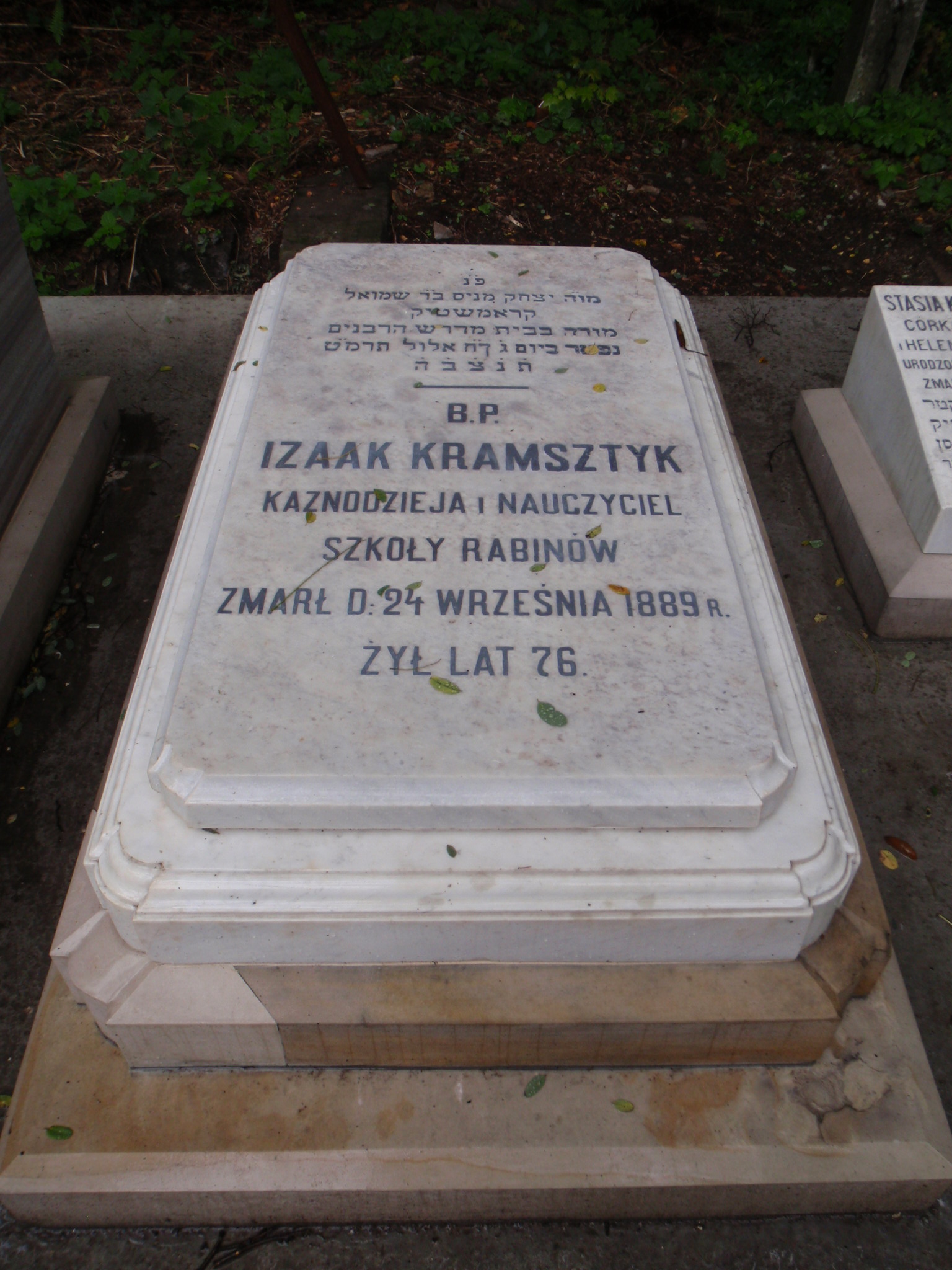
Grób Izaaka Kramsztyka na cmentarzu żydowskim w Warszawie po renowacji i oczyszczeniu w lecie 2010

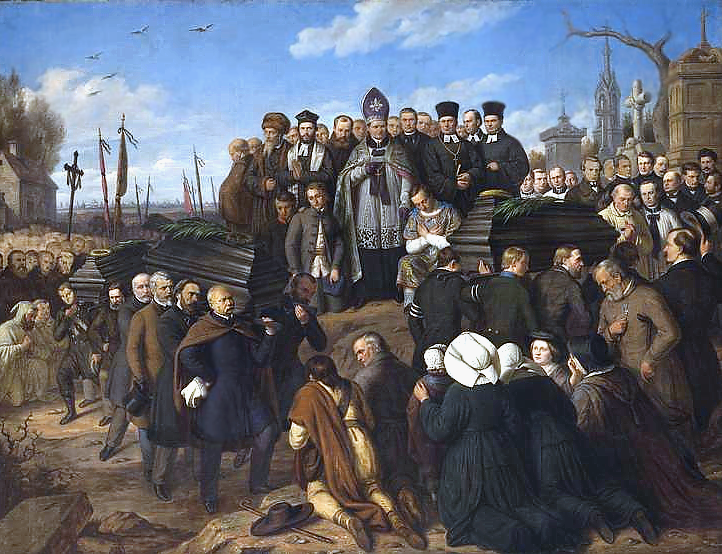
Obraz Pogrzeb pięciu poległych pędzla Aleksandra Lessera (1818-1884). Rabin Kramsztyk w czarnym nakryciu głowy stoi na lewo od katolickiego biskupa znajdującego się w centralnej części malowidła.

Izaak Kramsztyk (ur. 1814 w Warszawie, zm. 24 września 1889 tamże) – rabin postępowy, kaznodzieja, prawnik, publicysta i polski patriota, związany z Warszawą.

## Życiorys
Był absolwentem warszawskiej Szkoły Rabinów, której w późniejszym okresie był wykładowcą. Jako pierwszy nauczał tam Talmudu w języku polskim. 10 kwietnia 1852 roku wygłosił uroczyste kazanie w nowo otwartej synagodze przy ulicy Nalewki.
W 1861 roku, na znak solidarności z duchowieństwem katolickim, które zamknęło kościoły po zbezczeszczeniu ich przez Kozaków rozbijających pochody niepodległościowe, nakazał zamknięcie wszystkich warszawskich synagog. Podobnie uczynili rabini Dow Ber Meisels i Markus Jastrow. 2 marca 1861 na Cmentarzu Powązkowskim brał udział w pogrzebie pięciu ofiar starć manifestacji politycznej z 27 lutego 1861 roku, który przeistoczył się w demonstrację solidarności różnych stanów społeczeństwa Królestwa kongresowego. Za udział w tej manifestacji został aresztowany. W listopadzie na kilka miesięcy osadzono go w Cytadeli Warszawskiej. Został skazany na deportację z Królestwa Polskiego.
Po wybuchu powstania styczniowego w 1863 roku Kramsztyk został ponownie aresztowany i zesłany w głąb Rosji na Syberię. Do Warszawy powrócił w maju 1867 roku. Zmarł w 1889 roku, został pochowany na cmentarzu żydowskim przy ulicy Okopowej w Warszawie (kwatera 26, rząd 11).
Był ojcem Zygmunta, Juliana, Feliksa i Stanisława, dziadkiem Romana, prapradziadkiem Jana Hartmana.

## Publikacje
- Współpraca z żydowskimi pismami, wydawanymi w języku polskim, Jutrzenką i Izraelitą.
- W 1878 roku przełożył na język polski Przypowieści Salomonowe.
- W 1871 roku przełożył na język polski część Talmudu i uzupełnił go własnymi komentarzami oraz opublikował Prawda wiary, czyli zasady religii mojżeszowej[4].
- W 1892 roku po śmierci Kramsztyka w Krakowie wydano Kazania Izaaka Kramsztyka, zbiór pierwszych kazań wygłaszanych w synagodze w języku polskim[5].